# PlaneShift
Planeshift è un videogioco MMORPG fantasy ancora in versione alfa, ma utilizzabile già dal 2002. È possibile giocare scaricando l'apposito client disponibile per Linux, Windows e Mac. È un progetto non a scopo di lucro fondato da Luca Pancallo e guidato dall'organizzazione Atomic Blue.
Il motore del server è stato realizzato dal team di PlaneShift, mentre i contenuti del rendering 3D sono basati sul motore tridimensionale Crystal Space. Il motore di gioco è distribuito sotto licenza GNU General Public License (GPL) disponibile a chiunque per il download. Il contenuto è distribuito sotto licenza proprietaria.
Il gioco è gratuito, senza costi iniziali, senza abbonamenti mensili, senza aggiornamenti premium, finanziato con donazioni e sponsor.
Il gioco è attualmente in fase di sviluppo. La prima versione (0.1) è stata pubblicata il 10 febbraio 2002 ed era stata chiamata Atomic Blue e quella successiva (0.2) era stata chiamata Molecular Blue. Il server di Molecular Blue smise di funzionare il 16 dicembre 2004, rimpiazzato da Crystal Blue. Steel Blue (0.4) è stata pubblicata il 2 marzo 2008. Al 2020 l'ultima versione è Azure Spirit (0.6.3) del 2014.

## Ambientazione
PlaneShift è ambientato in una colossale stalattite, chiamata Yliakum, divisa in otto livelli (o gradoni), di cui i due più bassi sono sommersi. La vita è infusa da un gigantesco cristallo, chiamato Il sole Azzurro, che porta la luce nella stalattite prendendola dalla superficie del pianeta. PlaneShift comprende 12 razze (non ancora tutte disponibili per i giocatori) con caratteristiche specifiche.. Al di là delle Porte di Bronzo ci sono i Labirinti di Pietra, una serie infinita di cunicoli che dovrebbe condurre all'esterno di Yliakum. Con la release di Steel Blue è possibile visitare la città di Hydlaa, la città dei Kran, Gugrontid, parte della città degli Enkidukai, Ojaveda e la fortezza delle Porte di Bronzo. Gli altri livelli di Yliakum e la cavità che la ospita non sono ancora visitabili.

### Razze
Ylikaum è popolata da molte razze differenti. I giocatori possono scegliere fra queste razze: Xacha o Ylian (Umani), Nolthrir o Dermorian (Elfi), Stonebreaker o Hammerwielder (Nani), Lemuri, Kran (uomini di pietra), Diaboli (simili a diavoli), Enkidukai (una razza di felini umanoidi), Klyros (rettili alati), o Ynnwn (un meticcio generato da un Elfo e un Diaboli). Tutte queste razze sono giocabili, ma alcuni modelli 3D non sono ancora stati realizzati, e al loro posto si utilizzano temporaneamente modelli di altre razze.

#### Kran
I Kran sono l'unica razza conosciuta che anziché basarsi sul carbonio si basa sul silicio. Per questo hanno un corpo molto resistente e godono di una protezione anche quando non hanno armatura, inoltre sono molto forti, tuttavia sono la razza meno intelligente. Questa particolare razza fu creata dalla magia di una divinità di Yliakum, Talad, ex-migliore amico della dea Laanx.

### Storia e politica
La storia di Yliakum è divisa in cinque epoche differenti. Le razze vennero create da Talad e Laanx, le due divinità principali.
Yliakum è governata da otto "Octarchs", ognuno rappresentante un livello di Yliakum. Sotto di loro si trovano rappresentanti minori, venti per ogni livello (in totale 160), chiamati "Vigesimi". All'inizio di ogni anno c'è un incontro tra tutti gli Octarchs e tutti i Vigesimi che dura alcuni mesi, in cui discutono di problemi relativi agli abitanti di Yliakum. Generalmente gli Octarchs rimangono in potere a vita.
La valuta principale è la Tria, monete triangolari fatte di leghe resistenti, metallo, o cristallo. Il minerale di cui sono composte può essere facilmente trovato nelle miniere ed è trasparente o verde chiaro. Forgiandolo magicamente si ottiene un triangolo perfetto con i bordi smussati. Ci sono anche altre valute, come l'Hexa (Esagoni blu col valore di 10 tria, gli Octa (Ottagoni rossi col valore di 50 tria), e i Circle (Cerchi dorati col valore di 250 tria). Esistono anche valute non ufficiali (non ancora implementate) utilizzate dai mercanti per effettuare grandi scambi. Tra queste la moneta d'argento (500 tria) e quella di platino (1000 tria).

### Il reame dei morti
Quando un giocatore muore la sua anima e il suo corpo (con tutti i suoi averi) vengono trasportati nel Reame dei Morti (in inglese "Death Realm"), un intricato labirinto pieno di trabocchetti come strade instabili e vicoli ciechi, che il defunto dovrà attraversare per raggiungere il portale che lo ricondurrà al regno dei vivi. Quando però si ritorna in vita, rimane temporaneamente una penalità, la Maledizione di Dakkru (La dea della morte), che prosciuga il mana e la stamina, oltre a dimezzare le proprie capacità. Per adesso il Reame della Morte non è davvero grande, ma in futuro verrà espanso e si aggiungeranno nuovi ostacoli come trappole e puzzle.

## Modalità di gioco

### Gioco di Ruolo
Uno degli obiettivi principali del team di PlaneShift è il focus sul gioco di ruolo (roleplay). All'interno del gioco c'è una continua attenzione per gli elementi che portano i giocatori verso il gioco di ruolo, cioè ad interpretare il loro alter ego nel gioco nella maniera più realistica possibile. Storie e leggende, libri, avventure, dialoghi dei personaggi non giocanti contribuiscono a creare un mondo virtuale il più realistico possibile. I nuovi giocatori devono completare un livello di esempio (tutorial) dove vengono spiegate le meccaniche di gioco, ma anche come interpretare il proprio personaggio. Nel mondo di Yliakum i game masters aiutano i giocatori a rimanere nel personaggio (In Character), a partire dal nome scelto e dai dialoghi e le avventure fatte con loro.

### Creazione del personaggio
La creazione del personaggio può avvenire in due modi: una veloce, in cui si sceglie solamente la razza e la classe del personaggio, e un'altra dettagliata in cui si scelgono data di nascita, mestiere dei genitori e razza, eventi dell'infanzia e dell'adolescenza, e il luogo dove ha vissuto. Con questo metodo si possono creare personaggi molto particolari, o fargli avere abilità molto utili.

### Combattimento
Yliakum è popolata da numerose creature che possono essere uccise per bottino o per esperienza, dai ratti ai Kiriri (una creatura simile ad un gallo) fino ai più potenti Ulbernaut, inoltre è possibile scontrarsi anche con briganti o altri npc. Il combattimento fra personaggi può avvenire solo se entrambi d'accordo e in ogni caso il perdente non morirà, ma cadrà a terra sfinito (a meno che il vincitore scelga l'opzione di non risparmiarlo). Per combattere si possono usare i semplici pugni oppure spade, asce, pugnali, mazze.

### Magia
La magia in Planeshift è divisa in sei diverse "Vie" (Scuole): Crystal Way, Red Way, Brown Way, Azure Way, Blue Way, e Dark Way. Inizialmente il giocatore non conosce magie: per impararle è necessario avere i glifi, oggetti magici che consentono di lanciare incantesimi, una volta scoperti sempre usando i glifi.

### Forgiare
È possibile forgiare spade, asce e scudi.  Le armi e le armature in Yliakum hanno diverse qualità: common, standard, superior, extraordinary, e finest che ne determinano il prezzo. Forgiare oggetti migliori richiede un maggiore livello in "Blacksmith" e l'abilità specifica nella forgia di oggetti: "Sword Making" nel caso di spade, "Axe Making" per le asce, "Shield Making" per gli scudi, esiste poi l'abilità "Armor Making", che tuttavia non è stata ancora implementata. Questa attività è una delle più redditizie: le armi della migliore fattura possono arrivare anche a costare 45000 trias, tuttavia il prezzo è determinato dai fabbri a loro piacere.

### Metallurgia
La metallurgia è la conoscenza dei metalli che si possono trovare in Planeshift: ferro, rame, stagno, oro, platino, argento, zinco. La metallurgia consente di fondere i minerali metallici nella fornace e di usare lo stock casting per farne lingotti (quando il minerale viene raffreddato da solo) oppure stock (nel caso di 5 o 10 minerali raffreddati insieme). La metallurgia, assieme all'abilità mining è la più redditizia tanto che coloro in grado di lavorare il platino hanno in mano l'economia del gioco.

## Licenza
PlaneShift utilizza il game engine opensource Crystal Space. Il codice sorgente della versione client e server, che il gioco impiega, è opensource e sotto la GNU General Public License.
Tutti gli altri elementi come grafica, regole, dialoghi, ecc. sono proprietari e sotto una licenza personalizzata: la PlaneShift Content License (PCL).